# Rostomitas

Los rostomitas, rustamitas, rustemíes, rustumíes o Banu Rustam, fueron una dinastía de imanes ibadíes de origen persa que gobernó en el Magreb central, desde Tahert (cerca de la actual Tiaret en Argelia).
En los siglos VIII y IX, tres dinastías se asentaron en el Magreb: los aglábidas sunitas de Cairuán, los jariyitas rostomitas de Tahert y los chiitas idrisíes de Fez.
Ibn Rustom, el antepasado de la dinastía, fue reconocido como imán por los ibaditas del Magreb y fundó el Estado de Tahert, un Estado teocrático conocido por el puritanismo de sus jefes, el floreciente comercio, su influencia cultural, así como su tolerancia religiosa. La dinastía desapareció en 909, después de la destrucción de su capital por los kutamas conducidos por un misionero fatimí.

## Historia
El movimiento ibadí alcanzó el norte de África hacia el 719, cuando el misionero Salma ibn Sad fue enviado por la yama'a ibadí de Basora a Kairuán. Hacia el 740, sus esfuerzos habían dado fruto y había logrado convertir a las principales tribus bereberes huwara de los alrededores de Trípoli, de las montañas de Nafusa y a los zenata del oeste de Tripolitania. En el 757 (140 A.H.), un grupo de cuatro misioneros formados en Basora entre los que se contaba Abd ar-Rahman Ibn Rustam proclamó un imanato ibadí y un Estado efímero encabezado por Abu l-Jattab Abdul-A'la ibn as-Samh, que duró hasta que el Califato abasí envió a Muhammad ibn al-Ash'ath al-Juza'i a aplastar el levantamiento en el año 761; Abul-Jattab Abdul-A'la ibn as-Samh murió en la campaña. A su muerte, la ibādiyya tripolitana eligió a Abu l-Hatim al-Malzuzi imán, pero fue asesinado en 772 después de proclamar una segunda rebelión, fracasada en el año 768.

El Magreb en el siglo. En el centro, el territorio rostomita. Al este, los aglabíes y al oeste, los idrisíes.

Después de esto, el centro de la comunidad se trasladó a Argelia y, en el año 777, Abd ar-Rahman Ibn Rustam, tunecino de origen persa convertido al ibadismo y uno de los cuatro fundadores del imanato, fue elegido imán. A partir de entonces, su familia  conservó el cargo, situación que la ibādiyya justificó señalando que Ibn Rustam no pertenecía a ninguna tribu y por lo tanto su familia no tenía predilección hacia ninguna de la que habían fundado el Estado.
El nuevo imanato se desarrolló en torno a la nueva capital recién construida, Tahart; varias tribus ibadíes desplazadas de Túnez y Tripolitania se establecieron allí y se construyeron fortificaciones. Se convirtió en un centro importante de las rutas comerciales con el África subsahariana y Oriente Próximo que estaban surgiendo por entonces. Dominaba principalmente la estepa argelina cercana al Hodna y al M'Zab. Mantuvo en general buenas relaciones con la gran confederación bereber de los cenetes.
El Estado rostomita fue descrito por los visitantes como el sunita Ibn as-Saghir como notablemente multirreligioso, con una minoría significativa y leal de cristianos y un número considerable de suníes y judíos, y en el que se fomentaba el debate religioso.
Ibn as-Saghir también describió al imán como un notable asceta que reparaba su propia casa y rechazaba los regalos. Los ciudadanos le criticaban con vehemencia cuando consideraban que no cumplía con sus funciones. Las leyes del Estado se encargaban de imponer con rigor la ética religiosa.
Aunque los rostomitas se enfrentaron a los aglabíes de Ifriqiya (cuya capital era Kairuán) en el 812, en general mantuvieron la paz con estos. Esta situación disgustaba a las tribus ibadíes de la frontera aglabí, que se rebelaron en diversas ocasiones. Después de Abdu l-Wahhab, los rostomitas se debilitaron militarmente y fueron conquistados fácilmente por los chiíes fatimíes en el 909. Después de esto, muchos ibadíes, incluyendo el último imán, buscaron refugio con la tribu Sedrata de Ouargla, desde donde finalmente emigraron a Mzab.

## Imanes rustamidas
- Abdu R-Rahman Ibn Bahram Ibn Rustam (776-788)
- Abdu l-Wahhab ibn Abd ar-Rahman (788-824)
- Aflah Ibn'Abdi l-Wahhab (824-872)
- Abu Bakr Ibn Aflah (872-874)
- Muhammad Abu l-Yaqzan Ibn Aflah (874-894)
- Yusuf Abu Hatim Ibn Muhammad Abu l-Yaqzan (894-895)
- Yaqub Ibn Aflah (895-899)
- Yusuf Abu Hatim Ibn Muhammad Abu l-Yaqzan 2.ª vez (899-906)
- Yaqzan Ibn Muhammad Abil-Yaqzan (906-909)